# Плоходько Руслан Володимирович
Русла́н Володи́мирович Плохо́дько (14 січня 1975, Харків — 2 травня 2014, Карпівка, Слов'янський район, Донецька область) — український військовий льотчик, підполковник (посмертно) Збройних сил України, командир вертолітної ланки 16-ї окремої бригади армійської авіації. Загинув в ході окупації РФ на сході Україні.

## Життєпис
Руслан Плоходько народився в Харкові. У 1982—1988 роках навчався у Харківській загальноосвітній школі № 128. 
1993 року вступив до Харківського інституту військово-повітряних сил. Служив у 16-й окремій бригаді армійської авіації 8-го армійського корпусу Сухопутних військ ЗС України (в/ч А-2595), що дислокується у м. Броди на Львівщині. Проходив службу у миротворчому контингенті України в Ліберії та ДР Конго. У січні 2007 року отримав чергове військове звання «майор».
З початком антитерористичної операції на сході України військові льотчики 16-ї ОБрАА виконували завдання у районі Слов'янська та Краматорська на Донеччині.
2 травня 2014 року поблизу села Карпівка Слов'янського району російськими бойовиками за допомогою переносних зенітних ракетних комплексів було збито два гвинтокрили Мі-24 Збройних сил України, які здійснювали повітряне патрулювання в районі міста Слов'янська. В результаті обстрілу п'ятеро офіцерів з двох екіпажів бродівської авіабригади загинули, один отримав поранення. Спочатку, близько 3-ї години ранку, підбили гелікоптер «09 жовтий», командир екіпажу Сергій Руденко дав можливість одному з членів екіпажу вискочити з гелікоптера і намагався врятувати ще одного. Гвинтокрил впав, і в ньому почали вибухати боєприпаси. Майор Сергій Руденко і старший лейтенант Ігор Гришин загинули, поранений капітан Євген Краснокутський був захоплений терористами (його звільнили 5 травня). Гелікоптер Руслана Плоходька «40 жовтий» полетів на допомогу, але теж був збитий. Разом з майором Русланом Плоходьком загинули члени екіпажу гвинтокрилу Мі-24П («40 жовтий») майор Олександр Сабада і капітан Микола Топчій. Тіла обгоріли, ідентифікація проводилась за експертизою ДНК.
20 травня у Бродах, на території військової частини відбулося прощання з п'ятьма загиблими льотчиками. Руслан Плоходько похований 21 травня на Бродівському міському цвинтарі поряд із загиблим бойовим товаришем Сергієм Руденком. У Броварах залишилася дружина та двоє дітей — син 2004 р. н. та донька 2011 р. н.

## Нагороди
- Орден Богдана Хмельницького I ст. (2014, посмертно)[5]
- Медаль «15 років Збройним Силам України»
- Медаль «За сумлінну службу» III ст.
- Пам'ятний нагрудний знак «Воїн-миротворець»
- Медаль ООН «UNMIL»

## Вшанування пам'яті
5 травня 2015 року на території 16-ї ОБрАА, що на «Червоних Казармах» у Бродах відбулося відкриття та освячення пам'ятної стели Алеї Слави військових льотчиків, які загинули на Донбасі захищаючи незалежність та територіальну цілісність України.
На честь льотчика назвали одну з вулиць у Салтівському районі Харкова — вулиця Руслана Плоходька.
12 жовтня 2017 року у Харкові на фасаді ЗОШ № 128 ввстановили меморіальну таблицю на честь колишнього учня школи.